# Phylostenax
Phylostenax är ett släkte av nattsländor. Phylostenax ingår i familjen husmasknattsländor.
Kladogram enligt Catalogue of Life:
| Phylostenax | \| \| Phylostenax himalus \| \| \| \| \| \| Phylostenax peniculus \| \| \| \| |
|             | \| \| Phylostenax himalus \| \| \| \| \| \| Phylostenax peniculus \| \| \| \| |
|             | Phylostenax himalus                                                           |
|             |                                                                               |
|             | Phylostenax peniculus                                                         |
|             |                                                                               |